# Тормозок
Тормозо́к — сніданок, їжа, яку беруть з собою металурги, шахтарі в шахту та працівники інших промислових підприємств. Зазвичай — хліб і сало (ковбаса).

## Етимологія слова
Походження достеменно невідомо. За народною етимологією «тормозок» походить від російського слова тормоз (укр. гальма), тобто «гальмувати», робити перерву в роботі для їжі. Проте, відзначається, що слово «тормозок» — це відозмінене «термосок», невеликий термос, в якому шахтарям видавали гарячу їжу, перші страви. Це були алюмінієві індивідуальні термоси, в які шахтарям не раніше, ніж за пів години до початку зміни наливали їжу. Термоси поміщали у сумки з брезентової тканини, до них додавали інші продукти, загорнуті у целофан чи поліетиленову плівку. Потім назва «тормозок» поширилась на будь-яку їжу, яку шахтарі брали з собою, а згодом і на будь-яку їжу, яку брали на роботу.  Слово зародилося на Донбасі і Кривбасі, а потім вже поширилося по всьому колишньому СРСР. Зараз слово «тормозок» вживають шахтарі Караганди, Солігорська, Воркути, Інти, Нарви та Кривого Рогу.

## Тормозок в побуті
Тормозок є важливою складовою підземного побуту. Не прийнято їсти тормозок поспіхом. Зазвичай, процес цей відбувається спокійно і неквапливо, під розмови. У злагодженому колективі у кожного робітника є своє місце.
Як правило, шахтарі з'їдають тормозок відразу після прибуття на робоче місце. Пізніше може просто не виявитися часу, щоб поїсти. Ще одна причина — всюдисущі пацюки. Якщо залишити тормозок, наприклад, в кишені куртки, щури можуть витягнути весь вміст, не пошкодивши при цьому газету, в яку він загорнутий. Щоб уберегти свій сніданок від щурів, деякі шахтарі ховають його в герметичному корпусі пускача. Інші підвішують на дроті до рами.
В голодні для шахтарів роки (середина 90-х в Росії, середина 90-х — початок 00-х в Україні) вміст тормозків був бідний.
| "Роботяги кричать, що ходять в шахту голодними. Тому, мабуть, керівництво ввело нову послугу — видачу тормозків під зарплату. Туди входить чверть булки хліба, шматок ковбаси, цибулина розміром з каску і дві карамельки. Іноді буває, що вдома дійсно жерти нічого, доводиться брати казенний тормозок. Цибулину я відразу віддаю щурам. А ковбасу одного разу упустив на землю. Вона тут же обваляти в вугільного пилу, виглядала огидною і неїстівною. І все ж, сполоснувши в канавці, з'їв [6]". |
У 90-і роки в Донбасі до складу тормозків входила одна варена картопля або працювали натщесерце всю зміну.